# Project X (album)
Project X deseti je studijski album španjolskog simfonijskog metal sastava Dark Moor. Album je objavljen 6. studenog 2015. godine, a objavila ga je diskografska kuća Scarlet Records.

## Popis pjesama
| 1.    | »November 3023« (instrumental)   | 1:07 |
| 2.    | »Abduction«                      | 4:43 |
| 3.    | »Beyond the Stars«               | 4:57 |
| 4.    | »Conspiracy Revealed«            | 3:06 |
| 5.    | »I Want to Believe«              | 4:59 |
| 6.    | »Bon Voyage!«                    | 6:18 |
| 7.    | »The Existence«                  | 4:06 |
| 8.    | »Imperial Earth«                 | 4:30 |
| 9.    | »Gabriel«                        | 4:14 |
| 10.   | »There's Something in the Skies« | 8:04 |
| 46:04 |                                  |      |

## Zasluge
Dark Moor
- Enrik García – gitara
- Alfred Romero – vokali
- Roberto Cappa – bubnjevi
- Dani Fernández – bas-gitara

Dodatni glazbenici
- Mara Boston - zborski vokali
- Luigi Stefanini - hammond, sintisajzer

Ostalo osoblje
- Francisco J. García - tekstovi
- Diana Álvarez - ilustracije, dizajn, fotografija
- Luigi Stefanini – produkcija, snimanje, miksanje, mastering
- Enrik García – produkcija, tekstovi
- Gyula Havancsák - omot albuma, dizajn